# Johann Baptist Eichelsdörfer
Johann Baptist Eichelsdörfer, född 20 januari 1890 i Dachau, död 29 maj 1946 i Landsberg am Lech, var en tysk SS-Hauptsturmführer. Han var kommendant för koncentrationslägret Kaufering IV, som var ett av Dachaus satellitläger.

## Biografi
Under första världskriget stred Eichelsdörfer i ett infanteriregemente. Han lämnade armén 1924 med löjtnants grad.
Eichelsdörfer tjänstgjorde en kort tid i Oranienburg, innan han i juli 1944 kommenderades till ett krigsfångeläger i Augsburg-Pfersee. I slutet av augusti blev han chef för lägren Kaufering VII och Kaufering VIII. I januari 1945 övertog han befälet över Kaufering IV, som i huvudsak var ett läger för sjuka och arbetsoförmögna interner. Fångarna utnyttjades för medicinska experiment. I slutet av april 1945 befriades Dachau och Kaufering-lägren av amerikanska trupper och lägerpersonalen greps.
Den 15 november 1945 ställdes Eichelsdörfer och 39 andra lägeranställda i Dachau och dess satellitläger inför rätta vid Dachaurättegången. Den 13 december avkunnades 36 dödsdomar, bland annat mot Eichelsdörfer. Han avrättades genom hängning i slutet av maj 1946. Skarprättare var den amerikanske sergeanten John C. Woods.

### Webbkällor
- ”SS officer Johann Baptist Eichelsdoerfer, the commandant of the Kaufering IV concentration camp, stands among the corpses of prisoners killed in his camp.”. United States Holocaust Memorial Museum. https://collections.ushmm.org/search/catalog/pa14309. Läst 21 december 2024.